# Малый Кунинец
Малый Кунинец (укр. Малий Кунинець) — село в Вишневецкой поселковой общине Кременецкого района Тернопольской области Украины.
До 2020 года входило в Збаражский район.
Код КОАТУУ — 6122481002. Население по переписи 2001 года составляло 310 человек.

## Географическое положение
Село Малый Кунинец находится на расстоянии до 1,5 км от сёл Великий Кунинец и Залесцы.

## История
- Село известно с XVII века.